# Dan Da Dan
Dan Da Dan (ダンダダン) là một bộ manga do  Tatsu Yukinobu viết và minh họa. Bộ truyện được đăng tải dài kỳ trên nền tảng Shōnen Jump+ của nhà xuất bản Shueisha kể từ tháng 4 năm 2021; các chương truyện được in thành các tập tankōbon riêng lẻ. Phiên bản anime truyền hình dài tập sản xuất bởi hãng phim Science Saru lên sóng kể từ tháng 10 năm 2024.

## Nội dung
Câu chuyện lấy bối cảnh tại thành phố hư cấu Kamigoe ở Nhật Bản, nữ sinh trung học Ayase Momo là một người có niềm tin đặc biệt vào ma quỷ nhưng phủ nhận sự tồn tại của người ngoài hành tinh, trái ngược với cô là cậu bạn cùng trường Takakura Ken (Okarun) tin rằng người ngoài hành tinh có thật trừ ma quỷ. Để chứng minh ai đúng ai sai, cả hai đã chia nhau đi tận mắt chứng kiến lời đồn đại. Trên hành trình điều tra các hiện tượng tâm linh và siêu nhiên kỳ bí đã dẫn đến một kết luận: hoá ra cả ma quỷ lẫn người ngoài hành tinh đều thực sự tồn tại.

## Nhân vật
Ayase Momo (綾瀬 桃)
Lồng tiếng bởi: Wakayama Shion
Một nữ sinh trung học có niềm tin mãnh liệt vào ma quỷ trừ người ngoài hành tinh. Trong một lần đi khám phá nơi được cho là thường có người ngoài hành tinh qua lại, Momo đã bị bắt cóc bởi đám người ngoài hành tinh Serpo và thức tỉnh một năng lực ngoại cảm cho phép cô nhìn thấy, nắm bắt được "vầng sáng" của bất kỳ vật thể nào và từ đó di chuyển chúng đi theo ý muốn. Vì sức mạnh này vẫn còn hạn chế, Momo buộc phải học cách giải phóng năng lực tiềm ẩn này từng chút một.
Cô là một người hâm mộ cuồng nhiệt của nam diễn viên nổi tiếng Takakura Ken và bị thu hút bởi những ai có ngoại hình và tính cách giống với anh ấy. Vì thế cô từ chối gọi Okarun bằng tên thật vì cậu không hề có ngoại hình như nam diễn viên. Xuyên suốt câu chuyện, Momo giúp đỡ Okarun hoá giải lời nguyền và dần nảy sinh tình cảm với cậu.
Takakura Ken (高倉 健)
Lồng tiếng bởi: Hanae Natsuki
Một nam sinh trung học có mối quan tâm đặc biệt đến người ngoài hành tinh ngoại trừ ma quỷ. Với một tuổi thơ không có người bạn nào, cậu dành phần lớn thời gian tìm đọc về các chủ đề huyền bí và đắm chìm vào thế giới siêu nhiên, với hi vọng có thể kết bạn với người cùng sở thích. Dù tính tình nhút nhát, cậu có phần tốt bụng và hay quan tâm đến người khác.
Cậu thường được Momo gọi bằng biệt danh "Okarun" (オカルン), mượn từ "occult" ("huyền bí") trong tiếng Anh, do cậu có cùng tên với diễn viên yêu thích của cô. Trong một lần đi chứng kiến nơi được đồn có ma quỷ qua lại, Okarun vô tình bị yêu quái Turbo Babā chiếm lấy và dính phải lời nguyền khiến cậu có thể biến thân thành một con quỷ sở hữu tốc độ phi thường và thể chất vượt trội. Trên hành trình hoá giải lời nguyền, Okarun cũng dần này sinh tình cảm với Momo.
Ayase Seiko (綾瀬 星子)
Lồng tiếng bởi: Mizuki Nana
Seiko là người bà ruột của Momo, dù mang danh là "bà" nhưng lại sở hữu nét đẹp của tuổi đôi mươi. Dù không có siêu năng lực đặc biệt nào, bà có kiến thức sâu rộng về thế giới tâm linh và có thể nhìn thấy cũng như tương tác với bất kỳ thế lực siêu nhiên nào. Bà thường giúp Okarun và Momo đối đầu với nhiều ác linh, yêu quái và người ngoài hành tinh. Bà cũng có khả năng vay mượn sức mạnh từ các thần linh cư ngụ trong thành phố bà sống để diệt trừ các mối hiểm hoạ, tuy nhiên sức mạnh này chỉ có tác dụng trong diện tích của thành phố và mất hiệu lực khi đi xa hơn.
Shiratori Aira (白鳥 愛羅)
Lồng tiếng bởi: Sakura Ayane
Một nữ sinh học cùng trường với Okarun và Momo. Sau khi nhặt được một viên ngọc vàng rơi từ trời xuống, cô tin rằng mình là "người được chọn" để gánh vác trách nhiệm giải cứu thế giới khỏi sự dữ. Từ đó cô có khả năng nhìn thấy được các hiện tượng siêu nhiên, trong một lần chứng kiến sức mạnh của Momo, Aira bắt đầu nghi vấn rằng Momo thực chất là ma quỷ cần phải bị loại trừ. Aira có siêu năng lực giống với Okarun giúp cô có thể hoá thân thành dạng quỷ và vay mượn sức mạnh từ yêu quái để chiến đấu. Cô cũng có tình cảm với Okarun.
Enjōji Jin (円城寺 仁)
Lồng tiếng bởi: Ishikawa Kaito
Bạn thuở nhỏ của Momo và là mối tình đầu của cô. Cậu có biệt danh là "Jiji" (ジジ). Jiji đến ở nhờ nhà Momo sau khi bố mẹ cậu nhập viện do ảnh hưởng từ chính căn nhà cậu sống, vốn đã bị một ác linh ám từ lâu. Sau sự kiện điều tra căn nhà bị ám, Jiji bị ác linh "Tà Thị" (邪視 Jashi) chiếm lấy và nắm quyền điều khiển thân xác nhưng hiện tại đã ngủ yên trong cơ thể Jiji dưới sự trợ giúp của Okarun. Cậu cũng có tình cảm với Momo.
Turbo Bà Bà (ターボババア Tābo Babā)
Lồng tiếng bởi: Tanaka Mayumi
Con yêu quái có hình dáng giống một người phụ nữ trung niên, trước đây thường lủi thủi trong một đường hầm của Shono, một thành phố bên cạnh Kamigoe. Turbo Babā thường tìm động viên linh hồn của những thiếu nữ đã chết bi kịch, nhưng sẽ nguyền rủa và đánh cắp bộ phận sinh dục của những ai dám bước chân vào lãnh thổ của bà, Okarun là một trong nạn nhân của bà. Sau này khi bị đánh bại, ý thức và linh hồn bà bị Seiko phong ấn vào một cái tượng mèo vẫy tay, còn sức mạnh bà do Okarun nắm giữ. Trong thời gian chờ sức mạnh phục hồi, bà hỗ trợ Okarun và Momo cách đối phó với ma quỷ.
Người ngoài hành tinh Serpo (セルポ星人 (Serpo Tinh nhân) Serupo Seijin)
Lồng tiếng bởi: Nakai Kazuya
Chủng tộc người ngoài hành tinh đến từ Hành tinh Serpo. Vì Serpo hầu hết là giống đực, không có cách nào để chúng sinh sản tự nhiên. Bằng trí thông minh và sở hữu khoa học tiến bộ, chúng đã phát triển thành công công nghệ nhân bản để gia tăng dân số. Loài Serpo dần thấy giải pháp này không hiệu quả, nên đã tiến hành bắt cóc loài người khỏi Trái Đất và giải phẫu lấy bộ phận sinh dục của họ để bắt đầu một quá trình sinh sản.
Taro (太郎 Tarō)
Lồng tiếng bởi: Sugita Tomokazu
Một mô hình giải phẫu cơ thể nam, hiện nằm tại trường học của Okarun và Momo.
Hana (花)
Lồng tiếng bởi: Hirano Fumi
Một mô hình giải phẫu cơ thể nữ, hiện được đặt tại nhà Ayane.

## Truyền thông

### Manga
Sau khi kết thúc vai trò làm trợ lý cho các tác phẩm như Chainsaw Man của Fujimoto Tatsuki và Jigokuraku của Kaku Yuji, Tatsu Yukinobu bắt đầu sáng tác Dan Da Dan và đăng tải truyện trên nền tảng Shōnen Jump+ của Shueisha kể từ tháng 4 năm 2021. Các chương truyện được tổng hợp lại và in thành các tập tankōbon riêng lẻ. Tập truyện đầu tiên được phát hành vào tháng 8 năm 2021.
Bản dịch tiếng Anh của truyện được Viz Media phát hành trên Manga Plus.

#### Danh sách tập truyện
| 1. Sorette Koi no Hajimari jan yo (それって恋のはじまりじゃんよ) 2. "Sorette Uchūbito ja ne" (それって宇宙人じゃね) 3. "Babā to Babā ga Gekitotsu jan ka" (ババアとババアが激突じゃんか) | 1. "Toire ni Ikō" (トイレにいこう) 2. "Turbo Babā o Buttobasō" (ターボババアをぶっ飛ばそう) |

| 1. "Kani Tabetaku ne" (カニ食べたくね) 2. "Hyaku Kiro Babā Daro" (100キロババアだろ) 3. "Kani Tabeyō" (カニ食べよう) 4. "Aenai jan" (会えないじゃん) 5. "Tama wa Doko jan yo" (タマはどこじゃんよ) | 1. "Kusatta Mikan ja ne" (腐ったみかんじゃね) 2. "Kawaii tte Kidzuita ppoi" (かわいいって気付いたっぽい) 3. "Yabē Onna ga Kita" (ヤベー女がきた) 4. "'Acrobatic Sarasara tte Nagaku ne" (アクロバティックサラサラって長くね} ) |

| 1. "Akusara tte Yobō" (アクサラって呼ぼう) 2. "Akusara" (アクさら) 3. "Yasashī Sekai e" (優しい世界へ) 4. "Sōmen demo Tabeyo" (そうめんでも食べよ) 5. "Nanka Moyamoya Suru jan yo" (なんかモヤモヤするじゃんよ) | 1. "Mata Kita jan yo" (また来たじゃんよ) 2. "Fuku ga Kitai" (服が着たい) 3. "Momo-chan Mada Moyamoya Shitemasu" (モモちゃんまだモヤモヤしてます) 4. "Ki ni Shiteru jan ka" (気にしてるじゃんか) |

| 1. "Gattai! Serupo Dōbā Dēmon Nesshī!" (合体！セルポドーバーデーモンネッシー！) 2. "Dokidoki jan yo" (ドキドキじゃんよ) 3. "Kappa o Hiroimashita" (河童を拾いました) 4. "Cattle Mutilation o Kimi wa Mita ka" (キャトルミューティレーションを君は見たか) | 1. "Love Haran no Yokan jan yo" (ラヴ波乱の予感じゃんよ Ravu ) 2. "Hatsukoi no Hito" (初恋の人) 3. "Akirameru na yo!" (あきらめるなよ！) 4. "Jintai Mokei no Seikatsu" (人体模型の生活) 5. "Noroi no Ie Let's Go" (呪いの家へレッツゴー) |

| 1. "Dotchi ga Suki ka Kimeyō ya" (どっちが好きか決めようや) 2. "Kitō-ka ga Kuru" (鬼頭家が来る) 3. "Tsuchinoko wa Doko" (ツチノコはどこ) 4. "Kitō-ka no Babā" (鬼頭家のババア) | 1. "Orochi Densetsu tte Kore jan yo" (大蛇伝説ってこれじゃんよ) 2. "Mongorian Death Worm wa Yabai" (モンゴリアンデスワームはやばい) 3. "Jashi" (邪視) 4. "Keiyaku" (契約) |

| 1. "Tensai Jiji" (天才ジジ) 2. "Dasshutsu! Tadanshiki!!" (脱出！多段式！) 3. "Yurusa nē ze" (ゆるさねえぜ) 4. "Mezawari na Ie jan yoe" (目障りな家じゃんよ) | 1. "Ponpu Desu" (ポンプです) 2. "Shōka Shiyō" (消火しよう) 3. "TYabasugi jan yo" (やば過ぎじゃんよ) 4. "UFO Sugē" (UFOすげえ Yūfō Sugē) 5. "Fūin jan yo" (封印じゃんよ) |

| 1. "Minna de Oyu o Motō" (みんなでお湯を持とう) 2. "Minna de Otomari jan yo" (みんなでお泊まりじゃんよ) 3. "Hayashi ga Kimashita" (囃子が来ました) 4. "Kazoku ni Narimashita" (家族になりました) | 1. "Part-Time o Shiyō" (バイトをしよう) 2. "Moe Moe Kikōhō" (モエモエ気功砲) 3. "Nanka Moyamoya Suru jan yo" (なんかモヤモヤするじゃんよ) 4. "Gakkō no Kowai Yatsu" (学校の怖いやつ) 5. "Kōkyō Kyoku Dai Roku-ban" (交響曲第6番) |

| 1. "Kōkyō Kyoku Dai Kyū-ban" (交響曲第9番) 2. "Ganbare Okarun" (がんばれオカルン) 3. "Jashi no Briefs" (邪視のブリーフ) 4. "Ie o Tatenaoshitai" (家を建て直したい) 5. "Gakusei Seikatsu" (学生生活) | 1. "Moteru Hiketsu wa Nan da" (モテる秘訣はなんだ) 2. "Mienai jan yo" (見えないじゃんよ) 3. "Kaijū jan yo" (怪獣じゃんよ) 4. "Kaijū wa Mecha Tsuyoi" (怪獣はめちゃ強い) |

| 1. "Kinta no Image" (金太のイメージ Kinta no Imēji) 2. "Gekitotsu! Uchū Kaijū Tai Kyodai Robo!" (激突！宇宙怪獣対巨大ロボ！) 3. "Kaijū no Taoshikata wa Kore jan yo" (怪獣の倒し方はこれじゃんよ) 4. "Robot mo Kaijū mo Korigori da" (ロボットも怪獣もこりごりだ) 5. "Dareka Honyaku Shitekure" (だれか翻訳してくれ) | 1. "Takoyaki o Tabeyō" (タコヤキを食べよう) 2. "Gakkō e Ikō" (学校へ行こう) 3. "Yabē Yatsu ni Sōgū Shimashita" (やべえ奴に遭遇しました) 4. "Dō Suru Koitsu" (どーするこいつ) |

| 1. "Mendokusē Yatsu" (めんどくせえ奴) 2. "Tokimeki Naito jan yo" (ときめきナイトじゃんよ) 3. "Koitsu wa Ittai Nanimono Nanda yo" (こいつは一体何者なんだよ) 4. "Yabē Yatsura ni Sōgū Shimashita 2" (やべえやつらに遭遇しました2) | 1. "Dō Shiyō Yabē Yatsura" (どうしようやべえやつら) 2. "Ichiban Yabē Yatsu" (一番やべえやつ) 3. "Baito-chū" (バイト中) 4. "Mukatsuku Yatsura" (ムカツクやつら) 5. "Nesshī no Chikara" (ネッシーの力) |

| 1. "Hayaku Kaeritai jan yo" (早く帰りたいじゃんよ) 2. "Manga Kissa wa Nemurenai" (マンガ喫茶は眠れない) 3. "Spy" (スパイ Supai) 4. "Kenka" (ケンカ) | 1. "Dō Suru ka nē" (どーするかねえ) 2. "Shidō! Gyakushū e no Michi!" (始動！逆襲への道！) 3. "Neterarenai jan yo" (寝てられないじゃんよ) 4. "Astral Body no Bōken" (幽体離脱の冒険) |

| 1. "Karada no Modorikata Oshiete Kudasai" (体の戻り方教えてください) 2. "Kessen no Hi" (決戦の日) 3. "Yaruki" (やる気) 4. "Dō Suru Namae" (どーする名前) | 1. "Dō Suru Biyō" (どーする美容) 2. "Ore no Turn" (おれのターン) 3. "Gate o Tojiro" (ゲートを閉じろ) 4. "Bamora" (バモラ) 5. "Bamora 2" (バモラ2) |

| 1. "Bamora 3" (バモラ3) 2. "Bamora 4" (バモラ4) 3. "Banga" (バンガ) 4. "Bamora no Riyū" (バモラの理由) 5. "Takoyaki Kettei jan yo" (タコ焼き決定じゃんよ) | 1. "Kettobashite Yaruwai" (蹴っ飛ばしてやるわい) 2. "Shako no Keisan" (シャコの計算) 3. "Yabai Chikar" (やばい力) 4. "Atsumattekichatta" (集まってきちゃった) |

| 1. "Kyō wa Kayōbi" (今日は火曜日) 2. "Buchikowase" (ブチ壊せ) 3. "Shibutoi Yarō" (しぶとい野郎) 4. "Kinta no Deban jan yo" (金太の出番じゃんよ) 5. "Unare Great Kinta" (唸れグレートキンタ) | 1. "Ichinan Satte Mata Ichinan" (一難去ってまた一難) 2. "Kashima Reiko no Chikara" (カシマレイコの力) 3. "Ano Tegami" (あの手紙) 4. "Kashima Reiko no Otomegokoro" (カシマレイコの乙女心) |

| 1. "Koitsu wa Dare da" (こいつは誰だ) 2. "Bukatsu o Tsukurō" (部活を作ろう) 3. "Iinchō no Himitsu" (委員長の秘密) 4. "Ombusman" (オンブスマン) 5. "Oharai Shiyō ze" (おはらいしようぜ) | 1. "Dashi da Matsuri da Ninomiya da" (山車だ祭りだ二宮だ) 2. "Hikkawase" (ひっかわせ) 3. "Idol Yarō ze" (アイドルやろうぜ) 4. "Kawabanga" (カワバンガ) |

| 1. "Bega Masamichi" (部賀正道) 2. "Kawabanga to Iu Yatsu wa" (カワバンガというやつは) 3. "Dasshutsu!! Noroi Kōri!!" (脱出！！呪行李！！) 4. "Akuma no Meruhen Karuta no Chikara" (悪魔のメルヘンカルタの力) 5. "Nazo no Otoko Sanjeruman" (謎の男サンジェルマン) | 1. "Akuma no Meruhen Karuta o Buttobase!!" (悪魔のメルヘンカルタをぶっ飛ばせ！！) 2. "Maniae Kyūshutsu!!" (間に合え救出！！) 3. "Chitchaku Natta jan yo" (小っちゃくなったじゃんよ) 4. "Kingyoku Konpurīto" (金玉コンプリート) |

| 1. "Bega Masamichi" (部賀正道) 2. "Kawabanga to Iu Yatsu wa" (カワバンガというやつは) 3. "Dasshutsu!! Noroi Kōri!!" (脱出！！呪行李！！) 4. "Akuma no Meruhen Karuta no Chikara" (悪魔のメルヘンカルタの力) 5. "Nazo no Otoko Sanjeruman" (謎の男サンジェルマン) | 1. "Akuma no Meruhen Karuta o Buttobase!!" (悪魔のメルヘンカルタをぶっ飛ばせ！！) 2. "Maniae Kyūshutsu!!" (間に合え救出！！) 3. "Chitchaku Natta jan yo" (小っちゃくなったじゃんよ) 4. "Kingyoku Konpurīto" (金玉コンプリート) |

| 1. "Gēmu Kuria" (ゲームクリア) 2. "Akuma no Meruhen Karuta" (悪魔のメルヘンカルタ) 3. "Yakkai na Yatsu" (厄介なやつ) 4. "Kintama o Torimodose" (金玉を取り戻せ) | 1. "Tābo Babā tai Anbure Bōi" (ターボババアVSアンブレボーイ) 2. "Zuma Unji" (頭間雲児) 3. "Zuma Unji 2" (頭間雲児2) 4. "Zuma Unji 3" (頭間雲児3) 5. "Anbure Bōi" (アンブレボーイ) |

| 1. "Shinhannin wa Dare jan yo" (真犯人は誰じゃんよ) 2. "Esa o Maitoko" (餌を撒いとこ) 3. "Kanfū Yattarō ze" (カンフーやったろうぜ) 4. "Kamisama no Chikara" (神様の力) 5. "Nanka Yabasō jan yo" (なんかやばそうじゃんよ) | 1. "Kozuka no Mochinushi" (小柄の持ち主) 2. "Noroi no Eikyō ja ne" (呪いの影響じゃね) 3. "Esa ni Nanika ga Hikkakatta" (餌になにかが引っ掛かった) 4. "Omae kai!" (お前かい！) |

| 1. "Inchiyo Ichi no Kubi" (いんちよ一の首) 2. "Han'nin wa Omae ka!!" (犯人はお前か！！) 3. "Yukishiro Kōki no Chikara" (雪白幸姫の力) 4. "Murakami o Buttobase" (村上をぶっ飛ばせ) | 1. "Okarun to Kinta" (オカルンと金太) 2. "Janpingu Babā to Kanfū Eirian" (ジャンピングババアとカンフーエイリアン) 3. "Gattai Shitara Tsuyoku Naru Deshō ka!!" (合体したら強くなるでしょうか！！) 4. "Machigae" (間違え) 5. "Shimane ni Shuppatsu" (島根に出発) |

### Anime
Vào tháng 11 năm 2023, Dan Da Dan được công bố chuyển thể thành anime truyền hình dài tập do Science Saru sản xuất và Yamashiro Fūga chỉ đạo, với phần kịch bản của Seko Hiroshi, Onda Naoyuki thiết kế nhân vật, Yoshimichi Kameda phụ trách thiết kế các sinh vật siêu nhiên xuất hiện trong truyện, Ushio Kensuke hỗ trợ phần nhạc nền. Bộ anime dự kiến lên sóng vào khung giờ "Super Animeism Turbo" trên MBS và TBS vào ngày 4 tháng 10 năm 2024. Bài hát mở đầu là "Otonoke" (オトノケ) trình bày bởi Creepy Nuts. Bài hát đoạn kết là là "TAIDADA" trình bày bởi Zutomayo.
Ngoài phát sóng trên truyền hình, ba tập đầu anime được phát hành dưới dạng một phim chiếu rạp có tên là Dan Da Dan: First Encounter (ダンダダン：ファースト・エンカウンター), khởi chiếu trên toàn cầu kể từ ngày 31 tháng 8 năm 2024; tại Việt Nam bộ phim được công chiếu từ ngày 7 tháng 9 năm 2024.
Crunchyroll cấp phép phát hành anime bên ngoài khu vực châu Á, Netflix cấp phép phát hành anime trên toàn cầu, Muse Communication cấp phép phát hành anime cho khu vực Đông Á và Đông Nam Á.

#### Danh sách tập phim
| Số tập | Tựa đề | Đạo diễn           | Ngày phát sóng gốc |
| --- | --- | ------------------ | ------------------ |
| 1 | "Vậy là tình yêu bắt đầu hả?" "Sorette Koi no Hajimari jan yo" (それって恋のはじまりじゃんよ)                                                | Yamashiro Fūga     | 4 tháng 10, 2024   |
| Nữ sinh trung học Momo Ayase là một người tin vào sự tồn tại của ma quỷ tình cờ kết bạn với Takakura Ken (biệt danh là Okarun), một người lại tin vào người ngoài hành tinh và các hiện tượng siêu nhiên. Để chứng minh ai đúng ai sai, cả hai đã đi đến những nơi được đồn có ma quỷ và người ngoài hành tinh qua lại. Bước chân vào Bệnh viện Negil, Momo bị bắt cóc bởi chủng loài người ngoài hành tinh Serpo và thức tỉnh một loại năng lực ngoại cảm mạnh mẽ. Tại đường hầm bỏ hoang, Okarun bị yêu quái Turbo Babaa quyền rủa và đánh cắp mất dương vật của cậu. Thành công giúp đỡ nhau thoát khỏi nguy hiểm, Momo sử dụng năng lực của cô khống chế lời nguyền của Okarun để giúp cậu trở về hình dáng con người và bắt đầu trở về nhà. | |                    |                    |
| 2 | "Vậy chẳng phải người vũ trụ sao?" "Sorette Uchūbito ja ne" (それって宇宙人じゃね)                                                           | Moriyama Rushio    | 11 tháng 10, 2024  |
| Momo đưa Okarun trở về nhà bà cô là một ngôi đền - để giúp cậu nghỉ ngơi dưỡng sức. Một lúc sau, một ác linh mang hình hài của đô vật Sumo xuất hiện tấn công họ. Tin rằng đây là quái vật Flatwoods, Okarun yêu cầu Momo không chế một phần sự ảnh hưởng của Turbo Babā để cậu có thể cân bằng giữa ý thức và sức mạnh, kết quả làm thay đổi hình dạng của Okarun thành nửa người nửa quỷ. Dưới hình dạng mới, Okarun chiến đấu với con quái vật nhưng không thể đánh bại nó. Momo lùa con quái vật vào trong ngôi đền để cô và Okarun ra khỏi kết giới ngôi đền và dán một lá bùa trừ tà lên cổng đền, làm con quái vật bị thiêu rụi hoàn toàn. Sau chiến thắng, Momon ngã gục vì kiệt sức.                                                    | |                    |                    |
| 3 | "Bà bà đụng độ bà bà sao?" "Babā to Babā ga Gekitotsu jan ka" (ババアとババアが激突じゃんか)                                                 | Daiki Yonemori     | 18 tháng 10, 2024  |
| 4 | "Đến một thế giới tử tế hơn" "Tābo Babā o Buttobasō" (ターボババアをぶっ飛ばそう)                                                            | Moko-chan          | 25 tháng 10, 2024  |
| 5 | "Kiểu như, tinh hoàn của bạn đâu rồi?!" "Tama wa Doko jan yo" (タマはどこじゃんよ)                                                           | Hiromi Nishiyama   | 1 tháng 11, 2024   |
| 6 | "Một người phụ nữ nguy hiểm đến" "Yabē Onna ga Kita" (ヤベー女がきた)                                                                        | Nozomi Fukui       | 8 tháng 11, 2024   |
| 7 | "Đến một thế giới tử tế hơn" "Yasashii Sekai e" (優しい世界へ)                                                                               | Kōtarō Matsunaga   | 15 tháng 11, 2024  |
| 8 | "Tôi có cảm giác buồn cười này" "Nanka Moyamoya Suru jan yo" (なんかモヤモヤするじゃんよ)                                                    | Hiroshi Nishikiori | 22 tháng 11, 2024  |
| 9 | "Hợp nhất! Ác quỷ Serpo Dover Nessie!" "Gattai! Serupo Dōbā Dēmon Nesshī!" (合体！セルポドーバーデーモンネッシー！)                          | Kenji Maeba        | 29 tháng 11, 2024  |
| 10 | "Bạn đã bao giờ chứng kiến cảnh gia súc bị cắt xẻo chưa?" "Kyatoru Myūtirēshon o Kimi wa Mita ka" (キャトルミューティレーションを君は見たか) | Kayona Yamada      | 6 tháng 12, 2024   |
| 11 | "Mối tình đầu" "Hatsukoi no Hito" (初恋の人)                                                                                                 | Tooru Hasuya       | 13 tháng 12, 2024  |
| 12 | "Chúng ta hãy đến ngôi nhà bị nguyền rủa" "Noroi no Ie e Rettsu Gō" (呪いの家へレッツゴー)                                                   | Tetsuya Wakano     | 20 tháng 12, 2024  |

## Đón nhận
Tính đến tháng 11 năm 2023, bộ truyện lưu hành tổng cộng 3.2 triệu bản và đã thu về hơn 360 triệu lượt đọc trên Shōnen Jump+.
Trong tháng 6 năm 2021, Dan Da Dan được đề cử vào hạng mục Web Manga hay nhất thuộc giải Tsugi ni kuru Manga Taishō lần thứ bảy và đứng thứ hai trong 50 ứng cử viên. Bộ truyện được xếp thứ bốn trong danh sách manga hay nhất dành cho độc giả nam trong năm 2022 của Kono Manga ga Sugoi!. Bộ truyện được đề cử tại giải Manga Taishō lần thứ 17 và được xếp thứ bảy với 53 điểm. Bộ truyện cũng được xếp hạng bốn tại giải thưởng Tsutaya Comic vào năm 2022.